# نئو-پراگرسیو راک
نئوپراگرسیو راک (به انگلیسی: Neo-Progressive Rock) یک زیرژانر از موسیقی پراگرسیو راک است که در دهه ۱۹۸۰ شکل گرفت و تاکنون در جریان موسیقی پراگرسیو راک به تأثیرات خود ادامه داده‌است. این زیرژانر تلاش دارد تا با الهام از موسیقی پراگرسیو راک دهه‌های ۱۹۷۰ و ۱۹۸۰ را با ترکیبی از عناصر مدرن ترکیب کند. محبوب‌ترین گروه این ژانر، ماریلیون، در این دهه به موفقیت اصلی دست یافت. چندین گروه از این سبک به ضبط و تور ادامه داده‌اند.

## تاریخچه و شکل‌گیری
ریشه‌های نئوپراگرسیو راک به اواسط دهه ۱۹۷۰ بازمی‌گردد، زمانی که گروه‌های معروف پراگرسیو راک مانند «پینک فلوید»، «جنسیس» و «یس» شهرت داشتند. این گروه‌ها با اجراهای طولانی، تغییرات دینامیکی، و انعطاف‌پذیری در ساختار قطعات موسیقی تأثیرگذار شدند. در دهه ۱۹۸۰، در حالی که موسیقی پاپ و راک پاپ به تأثیر موسیقی الکترونیکی دست یافته بودند، گروه‌ها و هنرمندانی شروع به تلاش برای ادغام المان‌های پراگرسیو راک با موسیقی مدرن کردند. این تلاش باعث شکل‌گیری نئوپراگرسیو راک شد.

## ویژگی‌ها و شاخصه‌ها
نئوپراگرسیو راک (یا به سادگی "نئو پراگ") با محتوای عمیق هیجانی مشخص می‌شود که اغلب از طریق اشعار دراماتیک و استفاده سخاوتمندانه از تصویرسازی و تئاتر روی صحنه ارائه می‌شود. موسیقی بیشتر محصول آهنگسازی دقیق است که کمتر بر روی بداهه‌پردازی تکیه دارد. این زیرژانر بسیار متکی بر تکنوازی‌های تمیز، ملودیک و احساسی گیتار الکتریک همراه با کیبورد است. تأثیرات اصلی موسیقایی بر ژانر نئوپراگ، گروه‌هایی از موج اول پراگرسیو راک مانند جنسیس اولیه، کمل، و تا حدودی ون در گراف جنریتور و پینک فلوید هستند. فانک، هارد راک و پانک راک نیز تأثیراتی بر این ژانر داشتند.
نئوپراگرسیو راک با ویژگی‌های خاص خود در صحنهٔ موسیقی متمایز می‌شود. برخی از ویژگی‌های اصلی این زیرژانر عبارت‌اند از:
1. ترکیب المان‌های موسیقی پراگرسیو با رویکردهای مدرن: گروه‌های نئوپراگرسیو تلاش می‌کنند تا المان‌های پیچیده و پراگرسیوی موسیقی را با تکنیک‌ها و ویژگی‌های مدرن ترکیب کنند. این ترکیب به آنها اجازه می‌دهد تا صدای خود را به روز کنند و در عین حال ویژگی‌های منحصر به فرد موسیقی پراگرسیو را حفظ کنند.
2. ساختارهای پیچیده و تغییرات دینامیکی: قطعات موسیقی نئوپراگرسیو راک معمولاً شامل ساختارهای پیچیده و تغییرات دینامیکی هستند. این تنوع در ساختار اجراها به گوش دهندگان احساس یک تجربهٔ عمیق‌تر موسیقی می‌دهد.
3. ترکیب المان‌های الکترونیک و سنتی: بسیاری از گروه‌های نئوپراگرسیو المان‌های موسیقی الکترونیک و سنتی را با هم ترکیب می‌کنند. این ترکیب به آنها امکان ایجاد صداهای جدید و نوآورانه را می‌دهد.
4. تنوع صدا و تکنیک‌های نوازندگی: تنوع در اصوات و تکنیک‌های نوازندگی اعضا نیز یکی از ویژگی‌های برجسته نئوپراگرسیو راک است. این تنوع به ترکیب موسیقی کلاسیک، راک و اجراهای فرهنگی می‌پردازد.

## گروه‌ها و هنرمندان معروف
نئوپراگرسیو راک تعدادی از گروه‌ها و هنرمندان معروف را به خود جلب کرده‌است. گروه‌هایی چون «ماریلیون»، «پندراگون»، «فیش» و «آی‌کیو» از جمله گروه‌های برجسته این زیرژانر هستند که با آثار خود به تأثیرگذاری نئوپراگرسیو راک در موسیقی پراگرسیو راک پیوسته‌اند.

## تأثیرات و جایگاه در صنعت موسیقی
نئوپراگرسیو راک به عنوان یک پل ارتباطی میان موسیقی پراگرسیو راک دهه‌های ۱۹۷۰ و ۱۹۸۰ با موسیقی مدرن، تأثیرات قابل توجهی در صحنهٔ موسیقی داشته‌است. این زیرژانر با ترکیب المان‌های قدیمی و جدید، موسیقی‌ای به گونه‌ای تازه‌تر و ارتقاءیافته‌تر از پراگرسیو راک را به شنوندگانش ارائه می‌دهد.

## نتیجه‌گیری
نئوپراگرسیو راک با تلاش برای ادغام و تجدید نظر در عناصر موسیقی پراگرسیو راک، توانسته‌است جایگاهی منحصر به فرد در دنیای موسیقی پراگرسیو راک بیافریند. این زیرژانر به عنوان یک پل ارتباطی میان دهه‌های مختلف تاریخ موسیقی پراگرسیو راک شناخته می‌شود و همچنان تا به امروز تأثیر خود را بر صحنهٔ موسیقی ادامه می‌دهد.

## کتابشناسی
- Covach, John; Boone, Graeme M., eds. (1997). Understanding Rock: Essays in Musical Analysis. New York: Oxford University Press. ISBN 0-19-510005-0.
- Hegarty, Paul; Halliwell, Martin (2011). Beyond and Before: Progressive Rock Since the 1960s. New York: The Continuum International Publishing Group. ISBN 978-0-8264-2332-0.

## برای مطالعهٔ بیشتر
- Lucky, Jerry. The Progressive Rock Files. Burlington, Ontario: Collector's Guide Publishing, Inc (1998), 304 pages, شابک ‎۱−۸۹۶۵۲۲−۱۰−۶ (paperback). Gives an overview of progressive rock's history as well as histories of the major and underground bands in the genre.  Neo-progressive rock is referenced in the book throughout, starting with the section titled "A Neo Beginning" (Page 79).